# Reuben Tucker
Reuben Tucker (ur. 30 grudnia 1956) – guamski zapaśnik walczący w stylu wolnym. Olimpijczyk z Seulu 1988, gdzie zajął 23. miejsce w wadze półciężkiej.
Srebrny medalista mistrzostw Oceanii w 1988 roku.

## Letnie Igrzyska Olimpijskie 1988
| Konkurencja | Rundy eliminacyjne        | Rundy eliminacyjne     | Klas. końcowa |
| Konkurencja | Przeciwnik I              | Przeciwnik II          | Miejsce       |
| ----------- | ------------------------- | ---------------------- | ------------- |
| -90 kg      | Dzewegijn Düwczin (MGL) P | Hubert Bindels (BEL) P | 23.           |